# Dennis Hopper
Dennis Hopper (Dodge City, Kansas, 17 de maig de 1936 - Venice, Califòrnia, 29 de maig de 2010) fou un actor, director, poeta, pintor i fotògraf estatunidenc. Actor popularitzat en el film Easy Rider que dirigí i interpretà. També és reconegut com a director, pintor, poeta i fotògraf, les exposicions del qual sobretot a la galeria de Monika Mohr a Hamburg i a l'Ace Gallery a Los Angeles han estat vistes per milers de persones.

## Orígens
Nascut a Dodge City, Dennis Hopper era fill de Marjorie Mae (nascuda Davis) i Jay Millard Hopper. La família Hopper s'instal·là a Kansas City (Missouri) després de la fi de la segona Guerra Mundial. Segueix els cursos de pintura de Thomas Hart Benton al Kansas City Art Institute. Tenia 13 anys quan la família es traslladà a San Diego a Califòrnia. A la universitat va desenvolupar un interès pel teatre, interessat particularment per les obres de William Shakespeare.

## Carrera professional
Dennis Hopper interpretà més de 150 pel·lícules. Dennis Hopper debutà davant la càmera amb un petit paper a la pel·lícula Johnny Guitar però el seu nom no surt als crèdits. És en un episodi de Medic el 1955, on feia de jove epilèptic, quan el seu nom apareix per primera vegada a les pantalles, però és al costat de James Dean, a qui admirava immensament, on comença realment la seva carrera cinematogràfica. Té així un paper a "Rebel sense causa" (1955) i a "Gegant" (1956), dues de les tres pel·lícules de la curta carrera cinematogràfica de James Dean.
La mort de Dean en un accident de cotxe el mateix 1955 va afectar el jove Hopper profundament, i poc temps després va tenir un conflicte amb l'experimentat director Henry Hathaway a la pel·lícula De l'infern a Texas. El comportament de Hopper en el rodatge fa que sigui desterrat de Hollywood durant diversos anys. Impossibilitat de treballar al cinema, Hopper es decanta cap a la fotografia i fa la coberta per a l'àlbum River Deep - Mountain High d'Ike i Tina Turner (1966).
A Nova York, va estudiar a la Lee Strasberg Acting School. Va aparèixer en més de 140 episodis de sèries de televisió com Bonanza, The Twilight Zone, The Defenders, The Big Balley, The Time Tunnel i Combat!.
Encara que Hopper fos capaç de fer pel·lícules com The Sons of Katie Elder i Valor de llei, amb escenes amb John Wayne, no va ser fins que va treballar amb Peter Fonda i va realitzar Easy Rider que va impressionar l'establishment de Hollywood.
Hopper va escriure i va realitzar altres pel·lícules com The Last Movie el 1971. Però aquest últim va ser un fracàs de públic i va fer descarrilar la seva carrera per a anys. Hopper era alcohòlic i drogoaddicte, i en aquest punt de la seva vida, la seva dependència es va fer més important. Va continuar rodant, però, pel·lícules en aquella època, com Mad Dog Morgan, Tracks, The American Friend, Apocalypse Now, i va obtenir un gran èxit per a la realització i el seu paper a Out Of The Blue.
Al començament de la dècada del 1980, Hopper va seguir un programa de desintoxicació i es va curar de les seves dependències. Va rodar algunes pel·lícules importants com Rumble Fish i The Osterman Weekend; tanmateix la seva carrera no va reviscolar fins que va interpretar el sàdic Frank Booth a Vellut blau de David Lynch.
El 1988 rodà la pel·lícula Colors de guerra, apreciada per la crítica, sobre les bandes de Los Angeles. Continuava sent una personalitat important a Hollywood, com a actor i com a fotògraf i director. El 1994, va tenir el paper de dolent a la pel·lícula Speed amb Keanu Reeves i Sandra Bullock. El 1995, Hopper va fer igualment el paper del dolent amb Kevin Costner a la pel·lícula Waterworld.

## Família
Dennis Hopper ha estat casat a 5 vegades i ha tingut 4 fills:
- La seva primera esposa, de 1961 a 1969, va ser Brooke Hayward. Una filla, Marin Hopper, va néixer d'aquesta unió el 26 de juny de 1962.
- La seva segona i –per poc temps- esposa, del 31 d'octubre al 8 de novembre de 1970, va ser la cantant i actriu Michelle Phillips
- La seva tercera esposa, de 1972 a 1976, va ser Daria Halprin. Una filla, Ruthanna Hopper, va néixer d'aquesta unió el 1974.
- La seva quarta esposa, del 17 de juny de 1989 a l'abril 1992, va ser Katherine LaNasa. Un fill, Henry Lee Hopper, va néixer d'aquesta unió l'11 de setembre de 1990.
- Dennis Hopper es va casar per últim cop el 13 d'abril de 1996 amb Victoria Duffy amb la qual va tenir una filla, Galen Grier Hopper, el 26 de març del 2000. Estaven en tràmits de divorci des de mitjans de gener de 2010.

Dennis Hopper vivia a Venice a Califòrnia.
Havia anunciat que tenia un càncer de pròstata a finals del 2009, malaltia que va ser la causa de la seva mort al seu domicili particular de Venice el 29 de maig de 2010.

## Postures polítiques
Des dels anys 1980, Dennis Hopper estava compromès políticament al costat del Partit Republicà dels Estats Units. Va donar suport a les candidatures de Ronald Reagan, de George H. W. Bush i George W. Bush. No obstant això, va declarar que votaria per Barack Obama (demòcrata) a causa de les "mentides de l'administració Bush". Va participar igualment el 2008 en una pel·lícula compromesa amb la dreta, titulada "An American Carol", al costat d'altres actors conservadors i republicans com Jon Voight, Kelsey Grammer, i James Woods.
Dennis Hopper va ser nomenat Comendador de l'orde de les arts i les lletres per la ministra francesa de cultura, Christine Albanel, en una cerimònia a la Filmoteca de París l'octubre del 2008, mentre que presentava una exposició temporal al voltant de Hopper.

## Filmografia

### Director
- 1969: Easy Rider
- 1971: The Last Movie
- 1980: Out of the Blue
- 1988: Colors de guerra (Colors)
- 1990: Camí de retorn (Catchfire)
- 1990: Llavis ardents (The Hot Spot)
- 1994: Missió explosiva (Chasers)
- 2000: Homeless

### Actor
- 1954: Johnny Guitar, de Nicholas Ray (no surt als crèdits)
- 1955: Rebel sense causa (Rebel Without a Cause), de Nicholas Ray
- 1955: I Died a Thousand Times, de Stuart Heisler
- 1956: Gegant (Giant), de George Stevens
- 1957: Duel de titans (Gunfight at the O K. Corral), de John Sturges
- 1957: The Story of Mankind, d'Irwin Allen
- 1957: Sayonara, de Joshua Logan
- 1958: De l'infern a Texas (From Hell to Texas), de Henry Hathaway
- 1959: The Young Land, de Ted Tetzlaff
- 1960: Key Witness, de Phil Karlson
- 1961: Night Tide, de Curtis Harrington
- 1964: Tarzan and Jane Regained... Sort of, d'Andy Warhol
- 1965: The Sons of Katie Elder, de Henry Hathaway
- 1966: Queen of Blood, de Curtis Harrington
- 1967: El viatge (The Trip), de Roger Corman
- 1967: Cool Hand Luke, de Stuart Rosenberg
- 1968: The Glory Stompers, d'Anthony M. Lanza
- 1968: Pengem-los ben amunt (Hang 'Em High), de Ted Post
- 1968: Panic in the City, d'Eddie Davis
- 1969: Easy Rider, de Dennis Hopper
- 1969: Valor de llei (True Grit), de Henry Hathaway
- 1971: The Last Movie, de Dennis Hopper
- 1972: Crush Proof, de François De Menil
- 1972: The Other Side of the Wind, d'Orson Welles
- 1973: Kid Blue, de James Frawley
- 1976: Tracks, de Henry Jaglom
- 1976: I'm a Fool, de Noel Black (TV)
- 1976: Mad Dog Morgan, de Philippe Mora
- 1977: Der amerikanische Freund, de Wim Wenders
- 1977: Les Apprentis sorciers, d'Edgardo Cozarinsky
- 1978: Couleur Chair, de François Weyergans
- 1978: L'Ordre et la sécurité du monde, de Claude d'Anna
- 1978: Flesh Color, dirigida per François Weyergans
- 1979: Apocalypse Now, de Francis Ford Coppola
- 1979: Las Flores del vicio, de Silvio Narizzano
- 1980: Wild Times de Richard Compton (TV)
- 1980: Out of the Blue, de Dennis Hopper
- 1981: Reborn, de Bigas Luna
- 1981: King of the Mountain, de Noel Nosseck
- 1982: Neil Young: Human Highway, de Dean Stockwell i Neil Young
- 1983: Rumble Fish, de Francis Ford Coppola
- 1983: The Osterman Weekend, de Sam Peckinpah
- 1983: White Star, de Roland Klick
- 1984: Little Ears: The Velveteen Rabbit (veu)
- 1984: Euer Weg führt durch die Hölle, d'Ernst R. von Theumer
- 1984: Slagskämpen, de Tom Clegg
- 1985: Rabbit Ears: The Steadfast Tin Soldier (veu)
- 1985: Rabbit Ears: The Ugly Duckling (veu)
- 1985: A Hero of Our Time, de Michael Almereyda
- 1985: Stark, de Rod Holcomb (TV)
- 1985: El meu projecte de ciències (My Science Project), de Jonathan R. Betuel
- 1986: Riders of the Storm, de Maurice Phillips
- 1986: Stark: Mirror Image, de Noel Nosseck
- 1986: The Texas Chainsaw Massacre 2, de Tobe Hooper
- 1986: River's Edge, de Tim Hunter
- 1986: Vellut blau (Blue Velvet), de David Lynch
- 1986: Més que ídols (Hoosiers), de David Anspaugh
- 1987: Running Out of Luck, de Julien Temple
- 1987: Rabbit Ears: The Tale of Mr. Jeremy Fisher (veu)
- 1987: Black Widow, de Bob Rafelson
- 1987: Rabbit Ears: The Tale of Peter Rabbit (veu)
- 1987: Straight To Hell, d'Alex Cox
- 1987: O.C. and Stiggs, de Robert Altman
- 1987: The Pick-up Artist, de James Toback
- 1987: Santabear's High Flying Adventure, de Michael Sporn (TV) (veu)
- 1988: Black Leather Jacket, de Nick Mead (TV) (veu)
- 1989: Rabbit Ears: Thumbelina (veu) (no surt als crèdits)
- 1989: Rabbit Ears: How the Leopard Got His Spots, de Tim Raglin (veu)
- 1989: Rabbit Ears: The Fisherman and His Wife (veu) (no surt als crèdits)
- 1989: Blood Red, de Peter Masterson
- 1989: Chattahoochee, de Mick Jackson
- 1990: Rabbit Ears: Paul Bunyan (veu) (no surt als crèdits)
- 1990: Camí de retorn (Catchfire), de Dennis Hopper i Alan Smithee
- 1990: Flashback, de Franco Amurri
- 1990: Wild at heart, de David Lynch
- 1991: Rabbit Ears: King Midas and the Golden Touch (veu) (no surt als crèdits)
- 1991: Sunset Heat, de John Nicolella
- 1991: Rabbit Ears: The Fool and the Flying Ship (veu) (no surt als crèdits)
- 1991: Paris Trout, de Stephen Gyllenhaal (TV)
- 1991: Doublecrossed, de Roger Young (TV)
- 1991: Estrany vincle de sang (The Indian Runner), de Sean Penn
- 1991: Eye of the Storm, de Yuri Zeltser
- 1992: Rabbit Ears: Annie Oakley (veu) (no surt als crèdits)
- 1992: Rabbit Ears: Jonah and the Whale (veu)
- 1992: Rabbit Ears: Rip Van Winkle (voix) (no surt als crèdits)
- 1992: Conspiració a Red Rock West (Red Rock West), de John Dahl
- 1992: Nails, de John Flynn (TV)
- 1993: Rabbit Ears: Aladdin and the Magic Lamp (veu) (no surt als crèdits)
- 1993: The Heart of Justice, de Bruno Barreto (TV)
- 1993: Boiling Point, de James B. Harris
- 1993: Super Mario Bros., d'Annabel Jankel i Rocky Morton
- 1993: Amor a boca de canó (True Romance), de Tony Scott
- 1994: Missió explosiva (Chasers), de Dennis Hopper
- 1994: Speed, de Jan De Bont
- 1994: Caçador de bruixots (Witch Hunt), de Paul Schrader (TV)
- 1995: L.A. Blues, de Henning Lohner (TV)
- 1995: Search and Destroy, de David Salle
- 1995: Waterworld, de Kevin Reynolds
- 1996: Carried Away, de Bruno Barreto
- 1996: Basquiat, de Julian Schnabel
- 1996: Transport espacial (Space Truckers), de Stuart Gordon
- 1996: Samson and Delilah, de Nicolas Roeg (TV)
- 1997: The Good Life, d'Alan Mehrez
- 1997: Al cim del món (Top of the World), de Sidney J. Furie
- 1997: The Last Days of Frankie the Fly, de Peter Markle
- 1997: The Blackout, d'Abel Ferrara
- 1997: Road Ends, de Rick King
- 1998: Miquel Àngel (Michael Angel), de William Gove
- 1998: Tycus, de John Putch (vídeo)
- 1998: Meet The Deedles, de Steve Boyum
- 1999: The Prophet's Game, de David Worth
- 1999: Lured Innocence, de Kikuo Kawasaki
- 1999: Justice, de Richard J. Lewis (TV)
- 1999: EDtv, de Ron Howard
- 1999: Straight Shooter, de Thomas Bohn
- 1999: Witch Hunt, de Scott Hartford-davis (TV)
- 1999: Jesus' Son, d'Alison Maclean
- 1999: The Venice Project, de Robert Dornhelm
- 1999: Bad City Blues, de Michael Stevens
- 2000: The Spreading Ground, de Derek Vanlint
- 2000: Luck of the Draw, de Luca Bercovici
- 2000: Jason and the Argonauts, de Nick Willing (TV)
- 2000: Held for Ransom, de Lee Stanley
- 2001: Temps límit (Ticker), d'Albert Pyun
- 2001: Choke, de John Sjogren
- 2001: L.A.P.D.: To Protect and to Serve, d'Ed Anders
- 2001: Knockaround Guys, de Brian Koppelman i David Levien
- 2001: 24 hores chrono (sèrie TV, temporada 1)
- 2002: Flatland, de Richard Franklin, Ian Gilmour, Brendan Maher, Vic Sarin i Joseph L. Scanlan (sèrie TV)
- 2002: Firestarter 2: Rekindled, de Robert Iscove
- 2002: Unspeakable, de Thomas J. Wright
- 2002: Leo, de Mehdi Norowzian
- 2002: The Piano Player, de Jean-Pierre Roux
- 2003: Suspense, de David Koepp (TV)
- 2003: The Night We Called It a Day, de Paul Goldman
- 2004: Legacy, de Bo Svenson
- 2004: The Keeper, de Paul Lynch
- 2004: Out of Season, de Jevon O'Neill
- 2004: The Last Ride, de Guy Norman Bee (TV)
- 2005: Hoboken Hollow, de Glen Stephens
- 2005: Le piège, de Steven R. Monroe
- 2005: L'americano (Americano), de Kevin Noland
- 2005: The Crow: Wicked Prayer, de Lance Mungia
- 2005: Land of the Dead, de George A. Romero
- 2006: 10th & wolf, de Robert Moresco
- 2006: Memory, de Benett Joshua Davlin
- 2007: Hell Ride de Larry Bishop
- 2008: An American Carol de David Zucker
- 2008: Sleepwalking de Bill Maher
- 2008: Lovers d'Isabel Coixet
- 2008: Rendez-vous à Palerme de Wim Wenders
- 2008: L'últim vot (Swing vote) de Joshua Michael Stern
- 2008 - 2009: Crash (sèrie TV de 25 episodis)
- 2010 - Alpha and Omega (veu), d'Anthony Bell

## Videojocs
- 1998: Black Dahlia: el personatge de Walter Pensky
- 2002: Gran Theft Auto: Vici City: la veu de Steve Scott
- 2009: Deadly Creatures: la veu de Wade

## Anècdotes
- Al començament dels anys 1980, mentre era un consumidor crònic de drogues i d'alcohol, estava exposat en públic en un "art-happening" que va fer explotar un grup de 17 barres de dinamita contra el qual s'ajupia. Va sortir enmig d'un núvol de pols, indemne però extremadament sacsejat.
- Va participar en la creació del disc Demon Days del grup fictici Gorillaz, narrant un text sobre la 13a pista de l'àlbum "Fire Coming Out of the Monkey's Head".